# Dincă Schileru
Dincă Schileru (* 1910; † 16. Januar 1992) war ein rumänischer Fußballspieler und -trainer. Er bestritt insgesamt 55 Spiele in der Divizia A. Als Trainer gewann er im Jahr 1958 den rumänischen Pokal.

## Karriere als Spieler

### Verein
Schileru kam im Jahr 1932 zu Sportul Studențesc. Mit dem Klub kämpfte er zwei Jahre lang erfolglos um den Aufstieg in die Divizia A. Dorthin gelangte er im Jahr 1934 durch seinen Wechsel zu Unirea Tricolor Bukarest. Mit Unirea Tricolor stand er im Pokalfinale 1936, unterlag dort aber Ripensia Timișoara mit 1:5. In der Liga kämpfte er mit seinem Team um den Klassenverbleib. Im Jahr 1937 verließ er den Klub und wechselte zu US Valenciennes-Anzin nach Frankreich. Dort beendete er im Jahr 1938 seine Laufbahn.

### Nationalmannschaft
Schileru war zweimal für die rumänische Nationalmannschaft im Einsatz. Er debütierte am 3. November 1935 im Freundschaftsspiel gegen Polen, als er in der ersten Minute den Treffer zum 1:0 erzielen konnte. Das Spiel gegen Ungarn am 4. Oktober 1936 war sein letztes Länderspiel.

## Karriere als Trainer
Nach dem Ende seiner aktiven Laufbahn arbeitete Schileru als Fußballtrainer. In den 1950er-Jahren war er zunächst mehrmals Cheftrainer von Progresul Oradea in der Divizia A. Am Ende der Spielzeit 1954 musste er mit seinem Team absteigen. Anfang 1958 war er als Nachfolge von Constantin Woronkowski für Știința Timișoara tätig. Im Finale des rumänischen Pokals 1958 führte er seine Mannschaft zum Titel. Später war er in der Türkei tätig.

## Erfolge

### Als Spieler
- Rumänischer Pokalfinalist: 1936

### Als Trainer
- Aufstieg in die Divizia A: 1963
- Rumänischer Pokalsieger: 1958
- Başbakanlık Kupası: 1970